# Gaithersburg
Gaithersburg ist nach Baltimore und Frederick die drittgrößte Stadt (Census-designated places ausgenommen) im Bundesstaat Maryland der Vereinigten Staaten von Amerika.
Das U.S. Census Bureau ermittelte bei der Volkszählung 2020 eine Einwohnerzahl von 69.657 auf einer Fläche von 27 km².

## Geographie
Gaithersburg liegt etwas nordwestlich von Washington, D.C. im Montgomery County und stellt eine principal city der Metropolregion Washington dar.

## Geschichte
Die Gegend, in der sich die heutige Stadt befindet, wurde ursprünglich „Log Town“ genannt. Nachdem ein Siedler namens Benjamin Gaither dort im Jahr 1802 das erste Haus erbaute, wurde der Ort nach ihm Gaithersburg genannt. 1850 wurde eine Eisenbahnstrecke, auf Bestreben der Gaithers, nach Gaithersburg gebaut.

### Einwohnerentwicklung
Im Jahr 1968 wurde Gaithersburg zur Stadt ernannt. Während der Ort im Jahr 1970 erst 8.344 Einwohner hatte, begann in den 1970er Jahren eine starke Suburbanisierung durch Zuzügler aus Washington, wodurch sich die Einwohnerzahl bis zum Jahr 1980 auf 26.424 Einwohner mehr als verdreifachte.

## Wirtschaft und Infrastruktur
Über die Shady Grove Station der Metro Washington im benachbarten Derwood, Maryland ist Gaithersburg mit dem Stadtzentrum von Washington, D.C. und anderen Teilen des Großraumes Washington verbunden.
In wissenschaftlichen Kreisen ist Gaithersburg durch das ansässige National Institute of Standards and Technology (NIST) bekannt. Zu weiteren wichtigen Arbeitgebern gehören die amerikanische Niederlassung des britischen Pharmakonzerns AstraZeneca, die Biopharma-Unternehmen Emergent BioSolutions und Novavax sowie der Softwarehersteller Leidos.

## Söhne und Töchter der Stadt
- Kimberly J. Brown (* 1984), Schauspielerin
- Jared Bush (* 1974), Drehbuchautor, Filmproduzent und -regisseur
- Stefon Diggs (* 1993), Footballspieler
- Trevon Diggs (* 1998), Footballspieler
- Judah Friedlander (* 1969), Komiker
- Joshua Harris (* 1974), Pastor
- Dwayne Haskins (1997–2022), American-Football-Spieler
- Paul James, Schauspieler
- Kelela (* 1983), Sängerin
- Logic (* 1990), Rap-Musiker
- Shane McMahon (* 1970), Wrestler
- Junior A. Ore (* 1992), Tennisspieler
- Wale Folarin (* 1984), Rapper
- Jessica Watkins (* 1988), Astronautin
- James White (* 1982), Basketballspieler